# Фарель, Гильом
Гильо́м Фаре́ль  (фр. Guillaume Farel, немецкое произношение — Вильгельм Фарель; 1489, Гап, Дофине, Королевство Франция — 13 сентября 1565, Невшатель, Швейцария) — французский и швейцарский реформатор.

## Начало реформаторской деятельности
Родился в Дофине; происходил из богатой дворянской семьи. Вопреки желанию отца, хотевшего отдать его в военную службу, Фарель много работал над своим образованием. Приехав для продолжения своего образования в Париж, сделался учителем в коллеже. В это время Фарель был ещё фанатически предан католицизму, но чтение Библии породило в нём некоторые сомнения. Он принялся за изучение греческого и еврейского языков, чтобы познакомиться с Св. Писанием в оригинале, и вскоре совсем отпал от католицизма. На него донесли Сорбонне и парламенту, и в 1521 году он бежал в Mo к епископу Брисонне, покровительствовавшему протестантам. Здесь он с таким пылом стал проповедовать против католиков, что епископ должен был удалить его. Он отправился в Базель (1524), где публично защищал 13 тезисов против католиков. В Базеле он подружился с Эколампадием, но не сошелся с Эразмом; хладнокровие, нерешительность и осторожность последнего возмущали Фареля, и он называл его Валаамом. Эразм Роттердамский соединился с противниками Реформации и добился изгнания Фареля, который отправился сначала в Цюрих и Берн, где познакомился с Цвингли, а затем в Страсбург, где подружился с Буцером и Капитоном. По совету Эколампадия он поехал в Монбельяр, где собрал вокруг себя много последователей, но на католиков обрушивался с такой яростью, что вынужден был ими оставить Монбельяр. В 1528 году ввёл у себя реформацию Берн, а вслед за ним и другие города, при деятельном участии Фареля, не раз подвергавшего опасности свою жизнь. В это время Фарель следовал учению Цвингли. В 1532 году Фарель был послан делегатом на синод, собранный пьемонтскими вальденсами в целях соединения с реформированною церковью.

## Женевский реформатор
На возвратном пути он остановился в Женеве и проповедью привлек к себе много народа. Католики предложили ему диспут, но на диспуте дело дошло до драки, и Фарель принужден был удалиться из города, но в 1534 году вновь явился туда с рекомендательным письмом от Бернской сеньории. Женевские граждане, только что освободившиеся от притязаний епископа и герцога Савойского, особенно дорожили союзом с Берном. Фарель искусно воспользовался раздражением против католического духовенства, которое подозревали в замыслах против свободы города, и дело Реформации быстро пошло вперед. Католики выставили против реформаторов доминиканца Фюрбити, прибегали даже к вооруженной силе, но должны были уступить и удалились в Лозанну и Фрибур, а неудачное покушение на жизнь Фареля, Фромана и Вире только увеличило их популярность в народе. Надо было поскорее организовать женевскую церковь ввиду бурного, насильственного характера Реформации. Городской совет в 1536 году отменил католицизм и ввел богослужение, принятое в Берне и Цюрихе (как раз в это время Берн спас Женеву от нового нападения герцога Савойского). Фарель занялся выработкой церковного исповедания (Confessio helvetica), где ставил церковь в зависимость от светской власти и в отлучении видел только «дружеское исправление», не придавая ему ещё того характера, который оно получило у Кальвина. Человек борьбы, Фарель не обладал организаторскими способностями, и реформированная женевская церковь находилась в полной анархии.

## Сподвижник Жана Кальвина
Летом того же 1536 года через Женеву по дороге в Германию проезжал Кальвин. Уже знакомый с его «Institutio religionis christianae», Фарель сразу оценил его и как организатора и упросил его остаться в Женеве и заняться устройством церкви. Кальвин согласился и вместе с Фарелем предложил городскому совету свой проект — так называемые Articles de 1537. Вслед за тем были составлены катехизис и исповедание, последнее — Фарелем. Хотя Фарель и высказывал в исповедании свой умеренный взгляд на отлучение, но в общем он подчинился ригористическим стремлениям Кальвина и его учению о независимости церкви от государства. Применение программы Кальвина вызвало в Женеве оппозицию, и после победы партии «либертинов» на выборах 1538 года дело дошло до изгнания обоих реформаторов. В 1540 году приверженцы Кальвина и Фареля, гиллермены (Guillermins, от имени Фареля, Guillaume), призвали Кальвина обратно. Фарель в 1538 году сначала последовал за Кальвином в Страсбург, затем отправился в Нёвшатель, чтобы вывести тамошнюю церковь из состояния анархии. После долгой борьбы ему удалось в 1542 году настоять на организации церкви в духе Кальвина. Из Нёвшателя Фарель отправился в Мец по приглашению тамошних протестантов, но монахи добились запрещения его проповедей и изгнания его самого. Когда Фарель снова приехал в Мец и возобновил проповедь, на протестантов напал с войском герцог Клод де Гиз. В схватке Фарель был ранен и спасся от смерти только тем, что спрятался в повозку прокажённого. В 1543 году Фарель вернулся в Нёвшатель, принял должность пастора и оставался здесь до самой смерти. Только изредка он ездил в Мец, Дофинэ и Женеву да два раза был в Германии, прося у протестантских князей защиты для вальденсов и французских протестантов. В одну из своих поездок в Женеву (1553) Фарель присутствовал при сожжении Сервета, которого тщетно уговаривал признать догмат троичности. В 1558 году, несмотря на свой преклонный возраст, он вступил в брак с молодой девушкой Марией Торель. Незадолго до смерти, в 1564 году, ездил в Женеву в последний раз, чтобы проститься с умиравшим Кальвином.
Фарель был широко образованным человеком, но не годился для роли теоретика Реформации. Это был прежде всего человек действия, мало интересовавшийся богословскими тонкостями. В Реформации он видел возвращение к религии более истинной и простой, более доступной и понятной, чем сложная совокупность догматов и обрядов католицизма. Всегда готовый к борьбе, миссионер по призванию, он был плохим руководителем и сам сознавал это. Зато неутомимость в трудах, редкое мужество, энергия и настойчивость делали из него сильного борца за торжество кальвинизма. Его проповеди сильно действовали на народ и привлекали массу последователей. Фарель обладал тем самым народным красноречием, в котором крылась тайна успеха Лютера. Он импровизировал свои речи, и мы можем судить о них только по рассказам. Как писатель он был мало замечателен. Он издал много брошюр, но все они написаны по тому или иному случайному поводу и не имеют теологического значения.